# Erythrura
Genre
Erythrura est un genre de petits passereaux. On en trouve du Sud-Est asiatique à la Nouvelle-Guinée, au Nord de l'Australie et dans de nombreuses îles du Pacifique.
Ils possèdent tous du vert et mesurent entre 9 et 16 cm.

## Étymologie
Erythrura vient du grec erythros, rouge, et oura, queue. Cette caractéristique n'est cependant pas tout le temps respectée : le Diamant de Gould a la queue bleue, le Diamant de Kleinschmidt a la queue brune et le croupion rouge et le Diamant de bambou a la queue verte.

## Liste des espèces
D'après la classification de référence (version 2.2, 2009) du Congrès ornithologique international (ordre phylogénique) :
- Erythrura hyperythra – Diamant à queue verte
- Erythrura prasina – Diamant quadricolore
- Erythrura viridifacies – Diamant de Luçon
- Erythrura tricolor – Diamant azuvert
- Erythrura coloria – Diamant de Mindanao
- Erythrura trichroa – Diamant de Kittlitz
- Erythrura papuana – Diamant de Nouvelle-Guinée
- Erythrura psittacea – Diamant psittaculaire
- Erythrura cyaneovirens – Diamant vert-bleu
  - Erythrura cyaneovirens gaughrani — Diamant de Savii
  - Erythrura cyaneovirens efatensis — Diamant d'Efate
  - Erythrura cyaneovirens serena — Diamant royal granivore
- Erythrura regia – Diamant des Nouvelles-Hébrides
- Erythrura pealii – Diamant de Peale
- Erythrura kleinschmidti – Diamant à bec rose
- Erythrura gouldiae – Diamant de Gould